# Смит, Джон Томас (гравёр)
 Джон Томас Смит  (англ. John Thomas Smith, 23 июня 1766, Лондон — 8 марта 1833, Лондон) — английский художник, рисовальщик и гравёр, теоретик искусства, известный также под прозванием «Смит-Древность» (Antiquity Smith).

## Биография
Джон Томас Смит родился в кузове лондонского кэба (Hackney carriage). Его мать возвращалась домой на Грейт-Портленд-стрит. Его назвали Джоном в честь деда и Томасом в честь его двоюродного дяди, адмирала Томаса Смита.
Его отец Натаниэль Смит в то время работал скульптором у Джозефа Ноллекенса, но позднее стал торговцем гравюрами.
Джон Томас Смит также сначала попытался стать скульптором, с 1778 года брал уроки у Ноллекенса, но после 1781 года ушёл учиться к гравёру Джону Кейзу Шервину, мастеру меццо-тинто, и в Королевскую академию художеств. После трёх лет обучения он уехал, чтобы жить за счёт собственного труда: занимаясь топографическими чертежами Лондона. Он думал о карьере актёра, но в конце концов в 1788 году устроился рисовальщиком-чертёжником и гравёром. В 1791 году Смит приступил к составлению своего любимого произведения «Древности Лондона и его окрестностей» (Antiquities of London and its Environs), которое было закончено в 1800 году и позднее названо им самой любимой работой. Так он стал известен как «Смит-Древность».

## Творчество
В 1796 году Смиту представили начинающего художника Джона Констебла, и он стал неформальным художественным наставником будущего известного живописца.
В 1797 году Джон Томас Смит опубликовал «Замечания о сельских пейзажах» (Remarks on Rural Scenery) с двадцатью гравюрами, изображающими типичные английские коттеджи, а в 1807 году «Вестминстерские древности» (Antiquities of Westminster), для части которых сопроводительный текст был написан Джоном Сидни Хокинсом. «Шестьдесят две дополнительные пластины» (имеются ввиду гравированные доски: Sixty-two additional Plates) к этой работе были опубликованы в 1809 году. Затем последовала «Древняя топография Лондона» (The Ancient Topography of London), начатая в 1810 году и завершённая в 1815 году.
В сентябре 1816 года Смит был назначен хранителем гравюр и рисунков Британского музея и оставался в этой должности до своей смерти. Его служебные обязанности не препятствовали продолжению литературной деятельности. В 1817 году он опубликовал книгу «Бродяга, или Анекдоты нищенствующих скитальцев по улицам Лондона» (Vagabondiana, or Anecdotes of Mendicant Wanderers through the Streets of London), иллюстрированную портретами печально известных нищих, нарисованными им самим с натуры; введение было написано Фрэнсисом Дусе.
Его последней и самой известной работой была книга «Ноллекенс и его времена» (Nollekens and his Times), выпущенная в 1828 году. Эту книгу называли «наиболее злобной биографией, когда-либо опубликованной на английском языке», и, вероятно, на её содержание повлияла скандальная история с наследством, оставленным скаредным Ноллекенсом и назначившим его соисполнителем вместе с сэром Уильямом Бичи и Фрэнсисом Дусе. Новое издание с предисловием г-на Эдмунда Госсе вышло в 1894 году. После смерти Смита появились его «Крики (призывы торговцев) Лондона» (Cries of London, 1839) с награвированными им иллюстрациями под редакцией Джона Бойера Николса; занимательная и дискурсивная «Книга для дождливого дня» (1845, новое издание У. Уиттена, 1905) и «Антикварная прогулка по улицам Лондона» (Antiquarian Ramble in the Streets of London, 1846 г.) под редакцией Чарльза Маккея.
Смит скончался в Лондоне, на Юниверсити-стрит, 22, Тоттенхэм-Корт-роуд, от воспаления лёгких 8 марта 1833 года и был похоронен в крипте Святого Георгия на Бэйсуотер-роуд.

## Правило трете́й
Работа Смита 1797 года «Замечания о сельских пейзажах» (Remarks on Rural Scenery) с двадцатью гравюрами содержит одно из самых ранних определений композиционного «Правила трете́й» (rule of thirds).
Правило третей в современной формулировке — это «эмпирическое правило», или композиционный приём, который можно применять в процессе создания визуальных образов, таких как рисунки, фильмы, картины и фотографии. Смит в своей книге предлагал разделить изображение через равные интервалы двумя параллельными горизонтальными и двумя вертикальными линиями, в результате чего изобразительное поле разделится на девять равных квадратов. Наиболее важные элементы изображения, по убеждению Смита должны находиться на этих линиях и, ещё лучше, на их пересечениях. В этих случаях композиция будет выглядеть гармонично. Например: две трети занимает небо, одну треть — земля (отношение 2: 1). Не трудно заметить, что речь в данном случае идёт о конструктивности изображения и о рациональном пропорционировании, основанном на так называемой модульной сетке.
«Отношение двух третей к одной трети, — писал Смит, — более гармоничная пропорция, чем точная половина… Общая пропорция двух и одного является наиболее живописной во всех случаях определения прямых линий, масс и групп, поскольку линия Хогарта считается наиболее яркой и красивой, или, другими словами, самой живописной». Это так называемая S-образная линия.
Смит в своей книге цитирует теоретическую работу сэра Джошуа Рейнольдса 1783 года, в которой Рейнольдс излагает правила распределения света и тени в живописной картине. Затем Джон Томас Смит продолжает развивать собственную идею: два равных источника света никогда не должны появляться на одной и той же картине: один должен быть главным, а остальные подчинёнными, как по размеру, так и по степени: неравные части и градации легко направляют внимание от одной части к другой, и далее, цитируя Рейнольдса: «И чтобы придать вашей работе максимальную силу и основательность, некоторая часть картины должна быть как можно более светлой, а какая-то — как можно более тёмной: эти две крайности затем должны быть согласованы друг с другом».